# Hejkal (oblek)

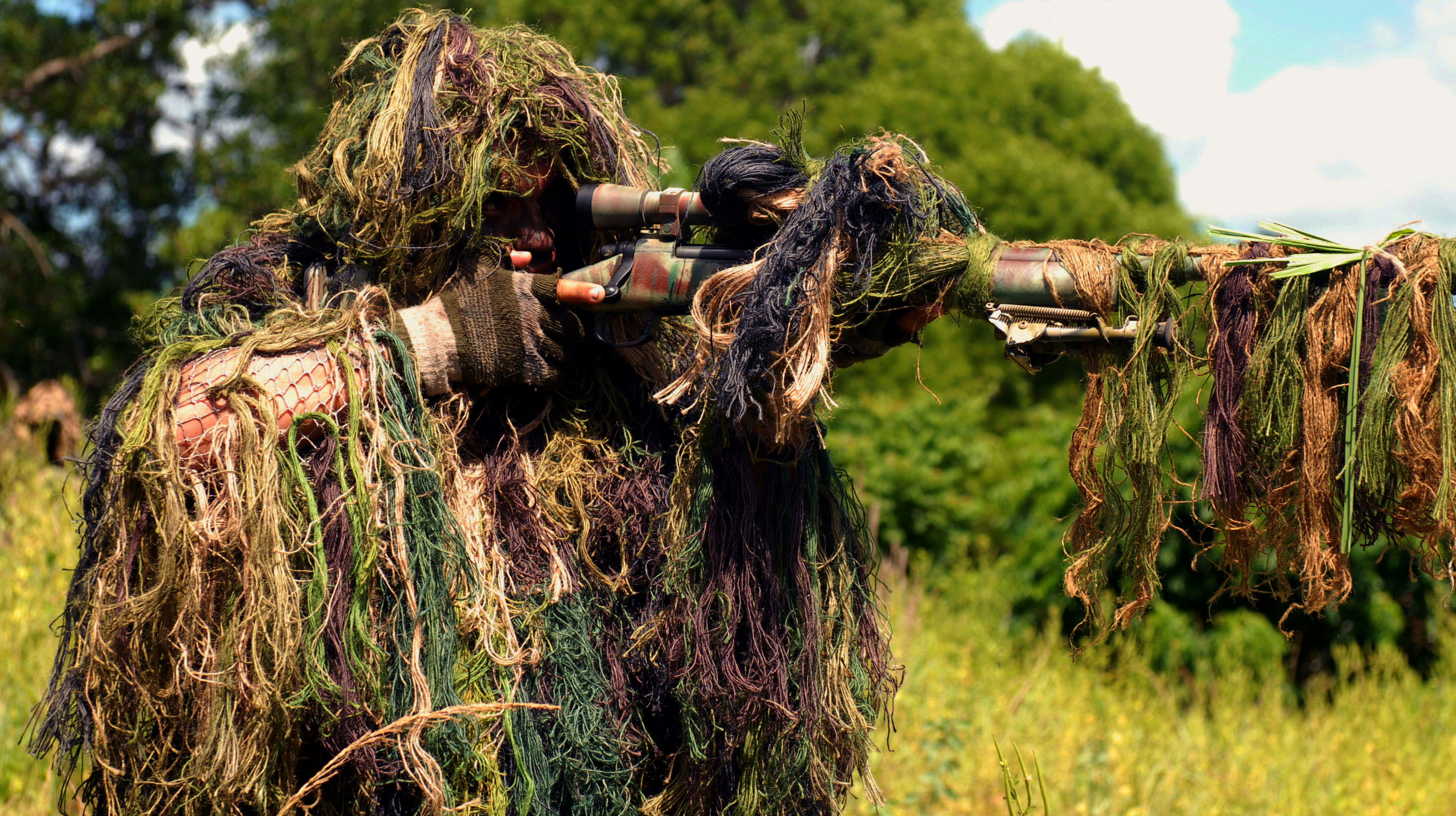
Odstřelovač s maskovacím oblekem hejkal.

Hejkal (v angličtině ghillie suit) je maskovací oblek, který je využíván pro nepozorovaný pohyb. Může být z různých materiálů a barev podle místa, kde bude použit. Může být například z pytloviny a doplněn rostlinami z daného prostředí pro zlepšení maskovacího efektu a stejně tak může vzniknout z maskovací sítě nebo třásní.
Zpravidla se skládá ze tří kusů, a to z přehozu přes hlavu, blůzy a kalhot. Účelem hejkala je opticky rozložit siluetu člověka a co nejlépe napodobit nějaký kus vegetace. Hejkaly používané odstřelovači mívají i schopnost odstínit teplo vydávané člověkem a skládají se pouze z jednoho kusu – z kombinézy otočené rubem ven, aby kapsy byly zevnitř a nedošlo k poškození uložených věcí.